# Richard de Bury

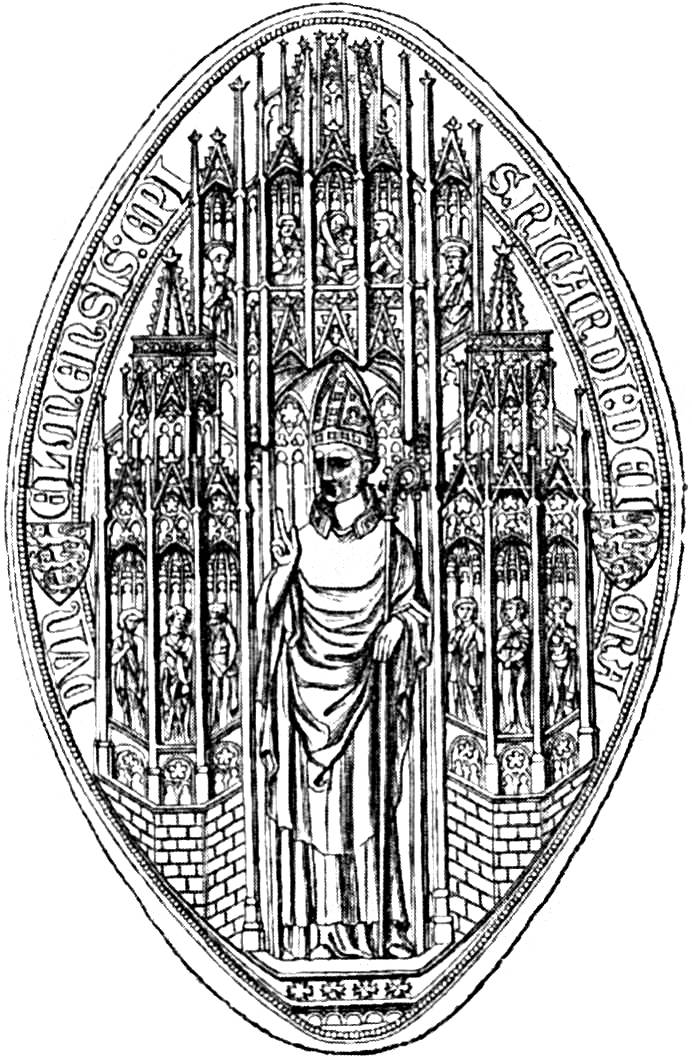
Sello oficial del obispo Richard de Bury. El texto en latín dice: Dunelmensis: epi. Ricardi: dei grat., de Durham: Obispo Ricardi, por la gracia de Dios.

Richard de Bury (24 de enero de 1287-14 de abril de 1345), también conocido como Richard  Aungerville (o Aungervyle), fue un escritor, bibliófilo, monje benedictino, obispo de Durham de 1333 a 1345 y uno de los primeros coleccionistas de libros de Inglaterra. Se le recuerda primordialmente por su obra Filobiblión, escrita para enseñar a los clérigos el amor a los libros. Esta obra se considera como una de las primeras en discutir a fondo la actividad bibliotecaria.

## Datos biográficos
Richard de Bury nació cerca de Bury St. Edmunds, en Suffolk, condado de Inglaterra. Fue hijo de Sir Richard Aungervyle, quien descendía de uno de los lugartenientes de Guillermo El Conquistador. Aungervyle se estableció en Leicestershire, y su familia tomó posesión del paraje de Willoughby. El año de nacimiento de Richard de Bury ha sido cuestionado y existe información contradictoria; según la Enciclopedia Católica fue en 1281, otros historiadores acreditan que ocurrió en 1286 o 1287. Investigaciones recientes indican que la fecha más probable fue el año de 1287.
Su padre, Richard  Aungervyle, murió en la infancia de De Bury. Fue educado por su tío materno John de Willoughby, y al terminar su escuela primaria fue enviado a la Universidad de Oxford, donde estudió filosofía y teología. Tomó los hábitos de monje con los benedictinos en la catedral de  Durham. Fue nombrado tutor del futuro rey Eduardo III de Inglaterra de cuyo reino fue más tarde canciller y tesorero. Conforme al testimonio de Thomas Frognall Dibdin, influyó en el príncipe y le inspiró el amor a los libros.

## Administrador del reino
De alguna manera estuvo involucrado en las intrigas que antecedieron la deposición de Eduardo II de Inglaterra, proveyendo a Isabel de Francia (conocida como la Loba de Francia) y a su amante Roger Mortimer, en París, dinero de los ingresos de Brienne, siendo él tesorero. Tuvo que esconderse en París para evitar ser aprehendido por los enviados de Eduardo II, rey que finalmente fue depuesto.  Llegado al poder Eduardo III, fue acogido de Bury en la corte con el agradecimiento por los servicios prestados y promovido rápidamente. El rey lo recomendó al papa Juan XXII que finalmente lo impulsó al obispaddo de Durham. Durante sus viajes a Aviñón, cuando el Papa estaba en el exilio, conoció a Petrarca con quien estableció una relación de amistad y que registró su opinión de Richard de Bury: "no es un ignorante de la literatura y desde su juventud muestra curiosidad más allá de lo creíble por las cuestiones ocultas."  Petrarca le pidió información sobre el Thule o Tile pero de Bury que prometió enviàrsela cuando regresara a casa y estuviera entre sus libros, nunca lo hizo.

## Obispo de Durham
Fue nombrado obispo de Durham en 1333 por el rey, pasando por encima de la opinión de los monjes quienes habían ya elegido a Robert de Graynes. En el mes de febrero de 1334 d, De Bury fue designado tesorero del reino, nombramiento que más tarde cambió por el de canciller. En esa posición sirvió en varias misiones diplomáticas delicadas como la disputa que se dio entre el rey Eduardo III y el rey de Francia. También atendió misiones de paz en las que alternó con personajes como el rey Luis IV de Francia. 
Dejó la actividad pública hacia 1342 para dedicarse a su diócesis y a acumular un importante acervo bibliográfico, muy notable para la época. Su pasión verdadera se manifestó en el amor a los libros. Esta bibliofilia quedó de manifiesto en su obra más importante que se intituló Filobiblión (en griego: amor por los libros), un tratado escrito en latín ponderando la virtud de los libros. El libro fue publicado por primera vez en 1473 aunque había sido escrito desde 1344. La traducción al inglés más confiable de la obra fue hecha por Ernest C. Thomas en 1888.  Alfred Hessel describe el Filobiblión como una apología que contiene sabios consejos de biblioteconomía en una envoltura medioeval.

## Bibliófilo
Richard de Bury ofrece en su Filobiblión un recuento de sus esfuerzos para coleccionar libros y para establecer la biblioteca de Oxford de la que sus propios libros integraron el núcleo. Establece las reglas de operación de la biblioteca incluyendo detalles acerca del cómo prestar y cuidar los libros. 
El obispo murió en la pobreza el 14 de abril de 1345 y existe evidencia de que su colección se dispersó después de su muerte.
La máxima autoridad sobre la vida del obispo de Durham fue William de Chambre.